# Scoarța
Scoarța è un comune della Romania di 4911 abitanti, ubicato nel distretto di Gorj, nella regione storica dell'Oltenia.
Il comune è formato dall'unione di 11 villaggi: Bobu, Budieni, Câmpu Mare, Cerătu de Copăcioasa, Colibași, Copăcioasa, Lazuri, Lintea, Mogoșani, Pișteștii din Deal, Scoarța.